# Robert Whittaker (zawodnik MMA)
Robert John Whittaker (ur. 20 grudnia 1990 w Auckland) – australijski zawodnik mieszanych sztuk walki (MMA) nowozelandzkiego pochodzenia. Zwycięzca programu The Ultimate Fighter: The Smashes w wadze półśredniej z 2012 oraz były mistrz organizacji UFC w wadze średniej z 2017.

## Życiorys
Urodził się w Auckland, w Nowej Zelandii. Jego ojciec jest Australijczykiem pochodzenia europejskiego, a matka pochodzi z grupy Maorysiów i Samoańczyków. Przeprowadzając się do Australii, jego ojciec zapisał go i jego brata do klubu Goju-ryu Karate, aby zachęcić ich do samodyscypliny i samoobrony. Po trenowaniu tej dyscypliny po zdobyciu czarnego pasa, ojciec zaproponował mu możliwość przejścia do innej sztuki walki lub całkowitego porzucenia Karate. Po jego przeprowadzce do Menai, gdy jego brat zdecydował się porzucić karate on sam wybrał przejście do klubu Hapkido prowadzonego przez Henry'ego Pereza. Niedługo potem Perez przekształcił swój klub w klub MMA. Nie mając innego wyboru, Whittaker rozpoczął treningi w MMA i natychmiast wybrał je jako najbardziej preferowany sport.

## Kariera MMA

### Wczesna kariera
W wieku 6 lat rozpoczął treningi karate, po czasie również hapkido, natomiast od 2007 trenuje stricte mieszane sztuki walki. 14 marca 2009 zawodowo zadebiutował w MMA pokonując Chrisa Tallowina przez techniczny nokaut w pierwszej rundzie. Do 2012 rywalizował głównie dla krajowej Cage Fighting Championships, uzyskując od debiutu bilans 9 zwycięstw i 2 porażek.

### UFC

#### The Ultimate Fighter
W czerwcu 2012 wziął udział w edycji specjalnej reality show The Ultimate Fighter: The Smashes w której rywalizowały ze sobą dwie reprezentacje, Australijska i Brytyjska. Whittaker ostatecznie wygrał cały program, pokonując 15 grudnia 2012 w finale Brytyjczyka Brada Scotta jednogłośnie na punkty i otrzymując w nagrodę kontrakt z UFC.
W pierwszej walce od wygrania TUF'a 25 maja 2013 zmierzył się z Coltonem Smithem, którego pokonał przez techniczny nokaut w trzeciej rundzie. 

#### Pierwsze walki w UFC
28 sierpnia 2013 na UFC Fight Night 27 przegrał z Courtem McGee niejednogłośnie na punkty, natomiast 22 lutego 2014 na UFC 170 ze Stephenem Thompsonem przez TKO.  
Zwycięską niemoc przełamał 28 czerwca 2014 na gali UFC Fight Night 43 w rodzinnym Auckland, pokonując jednogłośnie na punkty Mike'a Rhodesa. 

#### Przejście do wagi średniej
8 listopada 2014 na UFC Fight Night 55 zmierzył się z Clintem Hesterem w walce, w wadze średniej. Wygrał walkę przez TKO w drugiej rundzie. Zwycięstwo zapewniło mu pierwszą nagrodę bonusową za walkę wieczoru.
10 maja 2015 na UFC Fight Night 65 stoczył walkę z Bradem Tavaresem. Wygrał walkę przez nokaut w pierwszej rundzie. Zwycięstwo przyniosło mu pierwszy bonus za występ wieczoru. 
Oczekiwano, że 15 listopada 2015 na UFC 193 zmierzy się z Michaelem Bispingiem, jednak Anglik wycofał się z walki 30 września z powodu kontuzji łokcia i został zastąpiony przez Uriaha Halla. Whittaker pokonał jamajsko-amerykańskiego zawodnika jednogłośną decyzją (30–27, 30–27 i 29–28).
Następnie zawalczył się z Rafaelem Natalem w terminie 23 kwietnia 2016 na UFC 197. Zwyciężył jednogłośną decyzją sędziów po pełnym dystansie.
27 listopada 2016 na UFC Fight Night 101 zmierzył się z Derekiem Brunsonem. Zwyciężył przez TKO w pierwszej rundzie. Zwycięstwo przyniosło mu dwie dodatkowe nagrody bonusowe za występ wieczoru i walkę wieczoru.
15 kwietnia 2017 na UFC on Fox 24 skrzyżował rękawice z Ronaldo Souzą. Wygrał przez TKO w drugiej rundzie i tym samym został pierwszą osobą, która pokonała Brazylijczyka od 2008 roku. Zwycięstwo zapewniło Whittakerowi trzecią nagrodę bonusową za występ wieczoru.

#### Mistrz UFC w wadze średniej
W maju 2017 ogłoszono walkę o tymczasowe mistrzostwo UFC w wadze średniej między Whittakerem a Kubańczykiem Yoelem Romero w związku z przedłużającą się kontuzją regularnego mistrza Brytyjczyka Michaela Bispinga. Do walki doszło 8 lipca 2017 na UFC 213, z której zwycięsko wyszedł Whittaker pokonując Kubańczyka jednogłośnie na punkty po pięciorundym starciu. Whittaker wraz z rywalem zostali wyróżnieni bonusem za najlepszą walkę wieczoru wynoszącym 50 tysięcy dolarów.
7 grudnia 2017 został promowany na prawowitego mistrza, w związku ze zwakowaniem pasa mistrzowskiego przez Georges’a St-Pierre’a, stając się tym samym pierwszym Australijczykiem który dzierżył mistrzostwo UFC.
9 czerwca 2018 na UFC 225 zmierzył się ponownie z Yoelem Romero, jednak walka nie miała statusu mistrzowskiego gdyż Kubańczyk nie zdołał zmieścić się w wymaganym limicie wagowym podczas oficjalnego ważenia. Whittaker ostatecznie pokonał Romero niejednogłośnie na punkty (47-48, 48-47, 48-47). Pojedynek po raz drugi został nagrodzony przez organizację bonusem za walkę wieczoru.
13 listopada organizacja UFC ogłosiła, że Whittaker w pierwszej obronie pasa mistrzowskiego zmierzy się z Kelvinem Gastelumem. Do walki miało dojść 10 lutego 2019 roku na gali UFC 234 w Melbourne. Do pojedynku ostatecznie nie doszło, gdyż na kilka godzin przed wydarzeniem Whittaker trafił do szpitala po zdiagnozowaniu przepukliny. Po czterech dniach opuścił szpital, a jego menadżer Titus Day przyznał, że Australijczyk planuje powrót do oktagonu na czerwiec.
5 października 2019 roku na gali UFC 243 w Melbourne przystąpił do pierwszej obrony mistrzowskiego pasa wagi średniej, mierząc się z tymczasowym mistrzem, Israelem Adesanyą. Przegrał przez nokaut w drugiej rundzie, tracąc mistrzowski pas. 

#### Walki po utracie mistrzostwa
7 marca 2020 roku na UFC 248 miał zmierzyć się z Jaredem Cannonierem, jednak 15 stycznia 2020 ogłoszono, że wycofał się z walki z nieujawnionych powodów. Pod koniec kwietnia 2020 ujawnił w wywiadzie, że całkowicie wycofał się z walki i treningu z powodu wypalenia.

Później stoczył walkę z Darrenem Tillem na UFC on ESPN: Whittaker vs. Till. Wygrał walkę jednogłośną decyzją.

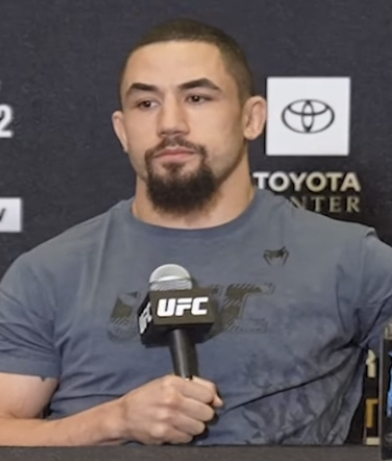
Whittaker na konferencji prasowej przed galą UFC 271.

Trzy miesiące później, 24 października 2020 roku na UFC 254 w podobny sposób pokonał Jareda Cannoniera.
Na wydarzeniu UFC on ESPN 22 miał zmierzyć się z Paulo Costą, ale 6 marca Brazylijczyk wycofał się z walki z powodu choroby i został zastąpiony przez Kelvina Gasteluma. Whittaker wygrał walkę jednogłośną decyzją. Walka przyniosła mu premię za najlepszą walkę wieczoru.

Rewanż pomiędzy Whittakerem i Adesanyą o tytuł mistrza wagi średniej UFC odbył się 12 lutego 2022 na gali UFC 271. Whittaker ponownie musiał uznać wyższość rywala, przegrywając tym razem przez jednogłośną decyzję sędziowską.

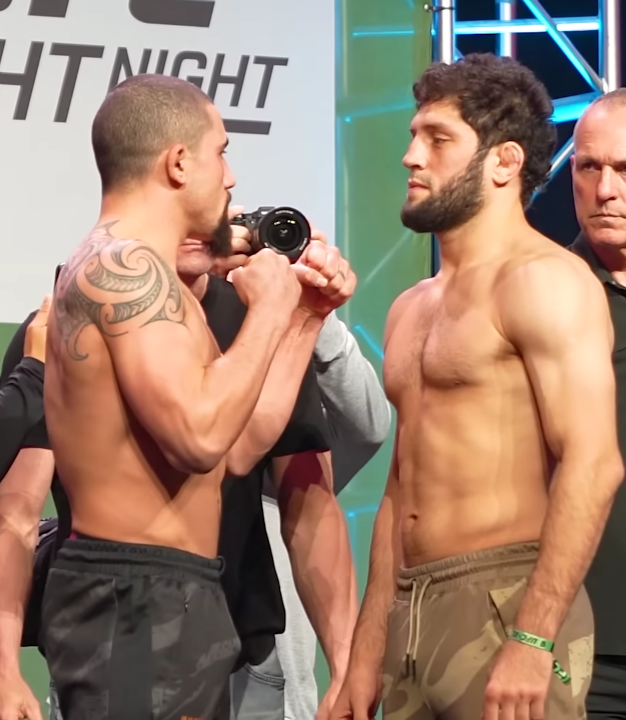
Robert Whittaker twarzą w twarz Ikramem Aliskierowem.

11 czerwca 2022 na UFC 275 miał zmierzyć się z Marvinem Vettorim, ale wycofał się z nieujawnionych powodów. Walkę przełożono na wydarzenie UFC Fight Night: Gane vs. Tuivasa w Paryżu. Zwyciężył jednogłośną decyzją sędziów.
Podczas gali UFC 290, która odbyła się 10 lipca 2023 zawalczył z byłym mistrzem wagi średniej KSW, Dricusem du Plessisem. Przegrał przez techniczny nokaut w drugiej rundzie. Pojedynek był eliminatorem do walki o pas tej dywizji.
W grudniu 2023 organizacja po raz kolejny zestawiła go w walce z Paulo Costą, tym razem w ramach lutowej gali UFC 298, która odbyła się w Anaheim. Po trzech rundach sędziowie punktowi jednogłośnie wskazali zwycięstwo Whittakera.
W walce wieczoru gali UFC on ABC 6, która odbyła się 22 czerwca 2024 w Rijadzie znokautował w niespełna dwie minuty pierwszej rundy Ikrama Aliskierowa. Za efektowną wygraną nad rywalem został nagrodzony czwartym bonusem za występ wieczoru. Pierwotnie jego przeciwnikiem miał zostać Chamzat Czimajew, jednak ten przez problemy zdrowotne wycofał się z tej walki. Do szwedzko-australijskiego zestawienia doszło 26 października 2024 podczas gali UFC 308. W pierwszej rundzie został poddany przez Czimajewa mocną naciskówką na szczękę.  
26 lipca 2025 ponownie stoczył walkę w Abu Zabi. Na gali UFC Fight Night: Whittaker vs. de Ridder zmierzył się z byłym podwójnym mistrzem One Championship, Reinierem de Ridderem.  W starciu wieńczącym galę przegrał niejednogłośnie na punkty w stosunku 2 x 48-47, 47-48 na korzyść rywala.   

## Osiągnięcia i nagrody

### Mieszane sztuki walki
- Superfight Australia
  - 2012: mistrz Superfight Australia w wadze półśredniej[74][75]

- Ultimate Fighting Championship
  - 2012: The Ultimate Fighter: The Smashes – zwycięzca programu w wadze półśredniej[76];
  - 2017: tymczasowy mistrz UFC w wadze średniej[77]
  - 2017-2019: mistrz UFC w wadze średniej
  - Bonus za walkę wieczoru (pięć razy) vs. Clint Hester (2014)[23], Derek Brunson (2016)[33], Yoel Romero (2017)[39], Yoel Romero (2018)[43], Kelvin Gastelum (2021)[56]
  - Bonus za występ wieczoru (cztery razy) vs. Brad Tavares (2015)[26], Derek Brunson (2016)[33], Ronaldo Souza (2017)[36], Ikram Aliskierow (2024)[67]

- MMA Mania.com
  - „Zawodnik roku” UFC/MMA 2017 – lista Top 5 nr 2[78]
- MMAjunkie.com
  - Walka miesiąca lutego 2024 vs. Paulo Costa[79]
- Sherdog
  - 2017: Zawodnik roku[80]
- MMA DNA.nl
  - 2017: Zawodnik roku[81]
  - 2018: Walka roku[82]
- World MMA Awards
  - 2017: Międzynarodowy zawodnik roku[83]

### Zapasy
- Puchar Australii
  - Zwycięzca – kat. 97 kg (2015)
- Mistrzostwa Australii w zapasach
  - Złoty medal – kat. 97 kg (2017)
- Igrzyska Wspólnoty Narodów
  - Kwalifikacja – kat. 97 kg (2018)[84]

## Lista walk w MMA

### Zawodowe[12]
| Wynik     | Bilans | Przeciwnik (bilans przed walką) | Rozstrzygnięcie                             | Runda | Czas | Rozgrywki                                | Data       | Miejsce     | Uwagi |
| --------- | ------ | ------------------------------- | ------------------------------------------- | ----- | ---- | ---------------------------------------- | ---------- | ----------- | --- |
| Przegrana | 26-9   | Reinier de Ridder (20-2)        | Decyzja (niejednogłośna)                    | 5     | 5:00 | UFC Fight Night: Whittaker vs. de Ridder | 26.07.2025 | Abu Zabi    | Main Event. |
| Przegrana | 26-8   | Chamzat Czimajew (13-0)         | Poddanie (naciskówka na szczękę)            | 1     | 3:34 | UFC 308                                  | 26.10.2024 | Abu Zabi    | |
| Wygrana   | 26-7   | Ikram Aliskierow (15-1)         | KO (prawy podbródkowy i ciosy pięściami)    | 1     | 1:49 | UFC on ABC: Whittaker vs. Aliskerov      | 22.06.2024 | Rijad       | Bonus za występ wieczoru |
| Wygrana   | 25-7   | Paulo Costa (14-2)              | Decyzja (jednogłośna)                       | 3     | 5:00 | UFC 298                                  | 17.02.2024 | Anaheim     | |
| Przegrana | 24-7   | Dricus du Plessis (19-2)        | TKO (ciosy pięściami)                       | 2     | 2:23 | UFC 290                                  | 08.07.2023 | Las Vegas   | Eliminator do walki o pas mistrzowski UFC w wadze średniej                                                                   |
| Wygrana   | 24-6   | Marvin Vettori (18-4-1)         | Decyzja (jednogłośna)                       | 3     | 5:00 | UFC Fight Night: Gane vs. Tuivasa        | 03.09.2022 | Paryż       | |
| Przegrana | 23-6   | Israel Adesanya (21-1)          | Decyzja (jednogłośna)                       | 5     | 5:00 | UFC 271                                  | 12.02.2022 | Houston     | Walka o mistrzostwo UFC w wadze średniej.                                                                                    |
| Wygrana   | 23-5   | Kelvin Gastelum (17-6)          | Decyzja (jednogłośna)                       | 5     | 5:00 | UFC on ESPN: Whittaker vs. Gastelum      | 17.04.2021 | Las Vegas   | Bonus za walkę wieczoru |
| Wygrana   | 22-5   | Jared Cannonier (13-4)          | Decyzja (jednogłośna)                       | 3     | 5:00 | UFC 254                                  | 24.10.2020 | Abu Zabi    | |
| Wygrana   | 21-5   | Darren Till (18-2-1)            | Decyzja (jednogłośna)                       | 5     | 5:00 | UFC on ESPN: Whittaker vs. Till          | 25.07.2020 | Abu Zabi    | |
| Przegrana | 20-5   | Israel Adesanya (17-0)          | KO (ciosy pięściami)                        | 2     | 3:33 | UFC 243                                  | 05.10.2019 | Melbourne   | Stracił mistrzostwo UFC w wadze średniej.                                                                                    |
| Wygrana   | 20-4   | Yoel Romero (13-2)              | Decyzja (niejednogłośna)                    | 5     | 5:00 | UFC 225                                  | 09.06.2018 | Chicago     | Walka nie toczyła się o tytuł mistrzowski; Romero nie wykonał wagi. Bonus za walkę wieczoru                                  |
| Wygrana   | 19-4   | Yoel Romero (12-1)              | Decyzja (jednogłośna)                       | 5     | 5:00 | UFC 213                                  | 08.07.2017 | Las Vegas   | Zdobył tymczasowe mistrzostwo UFC w wadze średniej. Bonus za walkę wieczoru. Później awansował na niekwestionowanego mistrza |
| Wygrana   | 18-4   | Ronaldo Souza (24-4)            | TKO (kopnięcie na głowę i ciosy pięściami)  | 2     | 3:28 | UFC on Fox: Johnson vs. Reis             | 15.04.2017 | Kansas City | Bonus za występ wieczoru |
| Wygrana   | 17-4   | Derek Brunson (16-3)            | TKO (kopnięcie na głowę i ciosy pięściami)  | 1     | 4:07 | UFC Fight Night: Whittaker vs. Brunson   | 26.11.2016 | Melbourne   | Bonus za występ i walkę wieczoru                                                                                             |
| Wygrana   | 16-4   | Rafael Natal (21-6-1)           | Decyzja (jednogłośna)                       | 3     | 5:00 | UFC 197                                  | 23.04.2016 | Las Vegas   | |
| Wygrana   | 15-4   | Uriah Hall (12-5)               | Decyzja (jednogłośna)                       | 3     | 5:00 | UFC 193                                  | 14.11.2015 | Melbourne   | |
| Wygrana   | 14-4   | Brad Tavares (13-3)             | KO (ciosy pięściami)                        | 1     | 0:44 | UFC Fight Night: Miocic vs. Hunt         | 09.05.2015 | Adelaide    | Bonus za występ wieczoru |
| Wygrana   | 13-4   | Clint Hester (11-3)             | TKO (kolano i ciosy pięściami)              | 2     | 2:43 | UFC Fight Night: Rockhold vs. Bisping    | 07.11.2014 | Sydney      | Debiut w wadze średniej. Bonus za walkę wieczoru                                                                             |
| Wygrana   | 12-4   | Mike Rhodes (6-2)               | Decyzja (jednogłośna)                       | 3     | 5:00 | UFC Fight Night: Te Huna vs. Marquardt   | 28.06.2014 | Auckland    | |
| Przegrana | 11-4   | Stephen Thompson (8-1)          | TKO (ciosy pięściami)                       | 1     | 3:43 | UFC 170                                  | 22.02.2014 | Las Vegas   | |
| Przegrana | 11-3   | Court McGee (15-3)              | Decyzja (niejednogłośna)                    | 3     | 5:00 | UFC Fight Night: Condit vs. Kampmann 2   | 28.08.2013 | Las Vegas   | |
| Wygrana   | 11-2   | Colton Smith (3-1)              | TKO (ciosy pięściami)                       | 3     | 0:41 | UFC 160                                  | 25.05.2013 | Las Vegas   | |
| Wygrana   | 10-2   | Brad Scott (8-1)                | Decyzja (jednogłośna)                       | 3     | 5:00 | UFC on FX: Sotiropoulos vs. Pearson      | 14.12.2012 | Gold Coast  | Wygrał turniej The Ultimate Fighter: The Smashes w wadze półśredniej                                                         |
| Przegrana | 9-2    | Jesse Juarez (17-8)             | Decyzja (jednogłośna)                       | 5     | 5:00 | Cage Fighting Championships 21           | 18.05.2012 | Sydney      | Walka o mistrzostwo CFC w wadze półśredniej                                                                                  |
| Wygrana   | 9-1    | Shaun Spooner (8-1)             | TKO (ciosy pięściami)                       | 1     | 4:01 | SFA 13                                   | 23.03.2012 | Perth       | Zdobył mistrzostwo SFA w wadze półśredniej                                                                                   |
| Wygrana   | 8-1    | Ian Bone (9-5)                  | TKO (ciosy pięściami)                       | 1     | 3:15 | Cage Fighting Championships 19           | 09.12.2011 | Sydney      | |
| Przegrana | 7-1    | Kim Hoon (8-8-1)                | Poddanie (duszenie trójkątne)               | 1     | 3:01 | Legend FC 6                              | 30.10.2011 | Makau       | |
| Wygrana   | 7-0    | Corey Nelson (9-1-1)            | Poddanie (dźwignia prosta na staw łokciowy) | 1     | 4:40 | Cage Fighting Championships 18           | 26.08.2011 | Sydney      | |
| Wygrana   | 6-0    | Ben Alloway (7-1)               | Poddanie (duszenie zza pleców)              | 1     | 4:07 | Cage Fighting Championships 17           | 03.06.2011 | Gold Coast  | |
| Wygrana   | 5-0    | Nate Thomson (2-1)              | Poddanie (duszenie zza pleców)              | 1     | 2:21 | Cage Fighting Championships 15           | 08.10.2010 | Sydney      | |
| Wygrana   | 4-0    | Jay Cobain (2-4-1)              | Poddanie (dźwignia prosta na staw łokciowy) | 1     | 0:32 | Cage Fighting Championships 14           | 05.06.2010 | Sydney      | |
| Wygrana   | 3-0    | Nick Ariel (2-0)                | KO (cios pięścią)                           | 1     | 2:50 | Cage Fighting Championships 12           | 12.03.2010 | Sydney      | |
| Wygrana   | 2-0    | Richard Walsh (2-0)             | Poddanie (duszenie zza pleców)              | 1     | 2:40 | Cage Fighting Championships 11           | 20.11.2009 | Sydney      | |
| Wygrana   | 1-0    | Chris Tallowin (0-0)            | TKO (ciosy pięściami)                       | 1     | N/A  | XFC 14                                   | 14.03.2009 | Perth       | Debiut w zawodowym MMA |

### Wystawowe[12]
| Wynik   | Bilans | Przeciwnik   | Rozstrzygnięcie       | Runda | Czas | Rozgrywki                         | Data                     | Miejsce | Uwagi                                                     |
| ------- | ------ | ------------ | --------------------- | ----- | ---- | --------------------------------- | ------------------------ | ------- | --------------------------------------------------------- |
| Wygrana | 2-0    | Xavier Lucas | TKO (ciosy pięściami) | 1     | 1:17 | The Ultimate Fighter: The Smashes | 28.11.2012 (data emisji) | Sydney  | The Ultimate Fighter: The Smashes - Runda półfinałowa     |
| Wygrana | 1-0    | Luke Newman  | KO (ciosy pięściami)  | 1     | 0:19 | The Ultimate Fighter: The Smashes | 03.10.2012 (data emisji) | Sydney  | The Ultimate Fighter: The Smashes – runda ćwierćfinałowa. |